# 哈姓
哈姓為回族姓氏之一，現代標準漢語讀第三聲hǎ。
元明時期，很多從西域來華的人，名字中有「哈」發音，即取姓「哈」。回回入附中原之前大多是沒有姓氏，只有名字。明朝開國之初，明太祖朱元璋禁止入附的少數民族隨意易姓，即所謂的「以嚴夷夏之辨」。「土木之變」以前，《明實錄》和其他明代的歷史文獻，尚未查證到改姓名時以「哈」為姓的，中原地區的「哈」姓，源於明中期「土木之變」後。
明代的「哈」姓，分為「南京哈」，與「河間哈」。哈剌卜達是「南京哈」的始祖，哥哥哈剌卜丁是「河間哈」的始祖。現在的獻縣、肅寧、瀛州（河間市），歷史上統歸河間府管轄，稱河間人。

## 明太祖禁用「胡姓」
公元1368年，中原人建立了明王朝，元順帝從元大都（北京）遷的漠北後，遊牧民族的蒙元帝國，結束了在中原近百年的統治。在改朝換代的政治背景下，被成吉思汗及其子孫西征時，從中亞等地區俘虜和征召來華的人，一部分隨蒙古人到了漠北，大部分滯留中原，成了真正的天涯淪落群體。明王朝有條件的接收了這些人，成為現在回族先輩的主體。
明太祖朱元璋，北伐時發布的《諭中原檄》提出了：「驅逐胡虜，恢復中華，立綱陳紀，救濟斯民」，並說他出兵北伐旨在「復漢官之威儀」。宣佈：「歸我者永安於中華，背我者自竄於塞外」，「如蒙古、色目，雖非華夏族類，然同生天地之間，有能知禮義、願為臣民者，與中夏之人撫養無異。」
洪武元年二月，他下詔復唐式衣冠，即禁用「胡服、胡語、胡姓」。
許多蒙古、色目人入仕之後，紛紛改用漢姓漢名。後來，朱元璋覺得此舉有悖「先王致謹氏族之道」，才又下令「禁蒙古、色目人更易姓名」。
明朝，洪武六年閏十一月，明太祖朱元璋，頒佈制定了《大明律》。朱元璋禁止蒙古、色目人在本民族內部自相嫁娶。《大明律集解附例》規定：「凡蒙古、色目人，聽與中國人(指漢族人)為婚姻，務要兩相情願，不許本類自相嫁娶。違者，杖八十，男女入官為奴。其中國人不願與回回、欽察為婚姻者，聽從本類自相嫁娶，不在禁限。」當時人認為這種規定是因為「恐其種類日滋也。聽其本類為婚者，又憫其種類成色也。立法嚴而用心恕，所以羈靡異類也」。
「禁胡服、胡語、胡姓名」，「胡人不能自相嫁娶」等限制和漢化胡人的政策，強迫胡人接受了中原文化（漢文化）。但是，也在這一政策的前提下，接納了回族先輩成為中華民族的組成部分。因此元朝時期由西域和北元入附中原的的胡人（色目人），在明王朝建立後、明中期以前，都改了漢姓。

## 「土木之變」後懷柔政策
「土木之變」後，明王朝開始衰敗，被迫逐步改變原有的國策。對西域和北元的遊牧民族政權，採取了贖買政策，請來入仕（當官），給房屋田產和生活必需品，帶俸，職務可以世襲，不再強調大明律的規定等。
北京大學歷史系教授張鴻翔，自1931年起，歷經40多年，搜集明代各民族人士入附中原的歷史資料，整理彙編出入附中原後，入仕（作官）者3267人的相關資料，編輯出版了《明代各民族人士入仕中原考》。書中的緒言中寫到：「蓋明自太祖崛起淮甸，化家為國，成祖繼武，聲威益振，一時殊風異俗，若女真、韃靼、兀良哈、瓦剌、哈密、沙州、西番、扯兒禪、車兒禪、土魯番、赤斤蒙古、撒里畏吾兒、別失八里、撒馬兒罕、回回欽察、番國、高麗、交阯、暹羅、阿速、古里、天方諸部族，畏威懷德，相率內附。」明為懷柔遠人，固我邊圍，於是授之職位以結其心，賜之田園以固其志，而來歸者逐樂不思蜀，改名易姓，佔籍華土，久而乃為中原之新氏族矣。
「土木之變」後，各民族人士入仕中原者，不再被強制改為中原的漢姓，可以改為具有少數民族原生態特徵的姓氏，例如：「哈」姓、「脫」姓、「擺」姓等等，這些姓氏絕大多數源於明中後期。

## 明中期以前西域來華者，名字有哈字發音者，並沒有改為「哈」姓
元代住平安路同知、中奉大夫、廣東宣慰使都元帥的哈散，任宣慰司副使的哈辛，便分別是北宋神宗年間進入中國的布哈拉王後裔賽典赤贍思丁的次子和孫子。在元代的中高級官員中，還有哈伯、哈八石、哈八失、哈兒沙、哈海赤、哈黑丁、哈剌、哈麻、哈迷都丁等三十餘人，但後來都改用漢姓。例如：

### 哈剌歹的後裔在明代賜毛姓
據史載，（元）鄧文原《鞏固武惠公神道碑》。
元朝統一後，居留河南南陽的一部分哈剌魯軍人，在其首領哈剌歹的率領下，奉命屯駐于慶元（浙江寧波）一帶。
據《明史、毛忠傳》載：「毛忠，字允誠，初名哈喇，西陵人。（中國名人大辭典裡注為「涼州人」）曾祖哈剌歹，洪武初歸附，起行伍為千戶，戰歿。祖拜都從征哈密，亦戰歿。父寶以驍勇充總旗，至永昌百戶。正統十年（西元1445年），毛忠以守邊勞，進同知，始賜姓。正統十三年（西元1448年），……始賜名忠。」
另《殊域周諮錄》的《天方國》、《吐魯番》卷中，亦有回回通事（翻譯）毛見、毛進。毛姓回族主要分佈於新疆和甘肅。

### 哈剌䚟的後裔在明代為劉姓，非賜即改
哈剌䚟，《元史》卷，三二有傳。他的功在滅南宋。初從軍攻襄樊，這是蒙古軍滅宋的一個重要戰役。過江後攻克宋之江陰、許浦、金山、上海、崇明、金浦，守定海港口。後至溫州，鎮守沿海上下。積功至沿海上萬戶府達魯花赤，浙東道宣慰使。大德五年（西元1301年），徵召入見，擢資德大夫、雲南行省右丞，偕劉深征八百媳婦國，喪師而還，以罪廢，卒於汝州。皇慶元年（西元1312年），贈榮祿大夫、平章政事、鞏國公，溢武惠。子哈剌不花，襲沿海萬戶府達魯花赤。
哈剌不花的後裔在明代選擇了劉姓，並溶入回族。元至正十七年（1357年），河南行省平幸政事劉哈剌不花，《元史》言「其先江西人」。「哈剌不花」屬「探馬赤軍戶」身份。受回回人泰不華（達不華）賞識推舉為椽史（屬員）哈剌魯人。哈剌不花的後裔劉姓，非賜即改。

### 答失蠻的後裔在明代選擇了白姓，並溶入回族
現居廣西桂林的白姓回族，譜系稱始祖為伯篤魯丁。據《元詩選》記載，伯篤魯丁字至道，稱魯至道，答失蠻人，進士。至元三年（1266年），任嶺南廣西道肅政廉訪副使。因「伯」與「白」對音，其後裔先取「伯」為姓，後改白姓。又據《新元史氏族表》載，西域回回伯德那之子察罕，元仁宗賜予其白姓。

### 哈銘的後裔在明代選擇了白姓，並溶入回族
哈銘（原名楊銘），其父哈只（哈密回回楊直）是明朝官員通事。作為外交官被瓦剌部扣留，因通曉蒙語被英宗留在身邊。經名：哈只阿力，哈密回回，原為哈密衛都督僉事。英宗北狩有翊戴之功，天順英宗復辟，哈銘舉家內附，任錦衣衛指揮僉事。卒後，子阿討剌襲職，賜姓白名瑜。瑜子白鑌，鑌之子白瀾、白贏及五世白鏞、六世白廷圭、七世白三捷。均延用白姓並世襲錦衣衛指揮使。

### 哈剌①的後裔在明代選擇了孫姓
胡人，洪武四年內附，永樂二年升副千戶，七年調盧龍（今河北盧龍縣）。准更姓名孫盛。

### 哈剌⑤的後裔在明代選擇了張姓
胡人，內附中朝，命於燕山左衛帶俸，永樂八年升為千戶，更姓名張友。

### 哈剌章的後裔在明代選擇了於姓
胡人，洪武初來歸，累功升金山衛副千戶，更姓名曰於興。

### 哈只的後裔在明代選擇了李姓
明初人附，宣宗宣德一二年（1427）賜姓李，名誠。時任通事，授錦衣衛指揮使。

## 現在的中原“哈”姓
哈喇兄弟，到中原定居已經500多年，子孫22代左右，經歷了明、清、民國，各種原因的變遷，已經散落到中國各地，且樹大分支，互相並不來往。沒有一部可以遵循的完整族譜，各支族群自行排序。
現在各支族群，都渴望知道整個族群的歷史和現在。現在生活好了，人們都渴望認祖歸宗，心情可以理解，但作法大相徑庭，除少數人想把歷史還原外，多數則希望自己的祖先，是哪代的名人，以耀祖光宗，以至於個別的族群杜撰歷史、杜撰沒有任何史學價值的家譜。有的族群分支，將自己「哈」姓的來源，上溯到朱棣發動的「靖難之役」和朱棣北征蒙古的「掃北」。那個歷史時期，在《明實錄》等和明代其他歷史文獻上，尚未查證到相關的歷史依據，也不符合歷史背景。
歷史上族群內也存在各種矛盾的利益關係，流動的原因也不相同，戰爭、饑荒等原因，應徵的、逃難的，外出為官的，為非作歹刑事犯罪的，總之族群內也是社會的一部分，什麼情況都有。可以肯定的是，那些外出為官的後人，不在原籍，因為朝代的更迭，政治的演變，做官時的恩怨、因果關係必然要牽連他的後人。
現在中國的「哈」姓，還有滿人，明代稱「女直」，清代稱「女真」，但容易區別：明代，他們不需要改姓氏；清代滿人是八旗成員，統治者沒有必要改姓氏；這些人大多是清後期到民國初期改的「哈」姓，而且大多在東北。內蒙古人現在有叫「哈〇〇」，那個「哈」不是姓，只是一種發音。

## 延伸阅读
[在维基数据编辑]
 《百家姓》
 《欽定古今圖書集成·明倫彙編·氏族典·哈姓部》，出自陈梦雷《古今圖書集成》